# Hymedesmiidae
Hymedesmiidae is een familie van sponsdieren uit de klasse van de Demospongiae (gewone sponzen).

## Geslachten
- Acanthancora Topsent, 1927
- Hamigera Gray, 1867
- Hemimycale Burton, 1934
- Hymedesmia Bowerbank, 1864
- Kirkpatrickia Topsent, 1912
- Myxodoryx Burton, 1929
- Phorbas Duchassaing & Michelotti, 1864
- Plocamionida Topsent, 1927
- Pseudohalichondria Carter, 1886
- Spanioplon Topsent, 1890